# Anredera cordifolia
Espèce
Synonymes
- Boussingaultia basselloides
- Boussingaultia cordifolia

Anredera cordifolia, communément appelée Liane de Madère ou Mignonette vine, est une espèce de vigne ornementale sud-américaine succulente de la famille des Basellaceae. La combinaison de feuilles charnues et de tubercules aériens épais en fait une vigne très lourde. Elle étouffe les arbres et autres végétaux sur lesquels elle pousse et peut facilement briser des branches et faire tomber des arbres entiers à elle seule. Ses autres noms vernaculaires sont queue d'agneau et liane de pomme de terre.

## Description

Fleurs

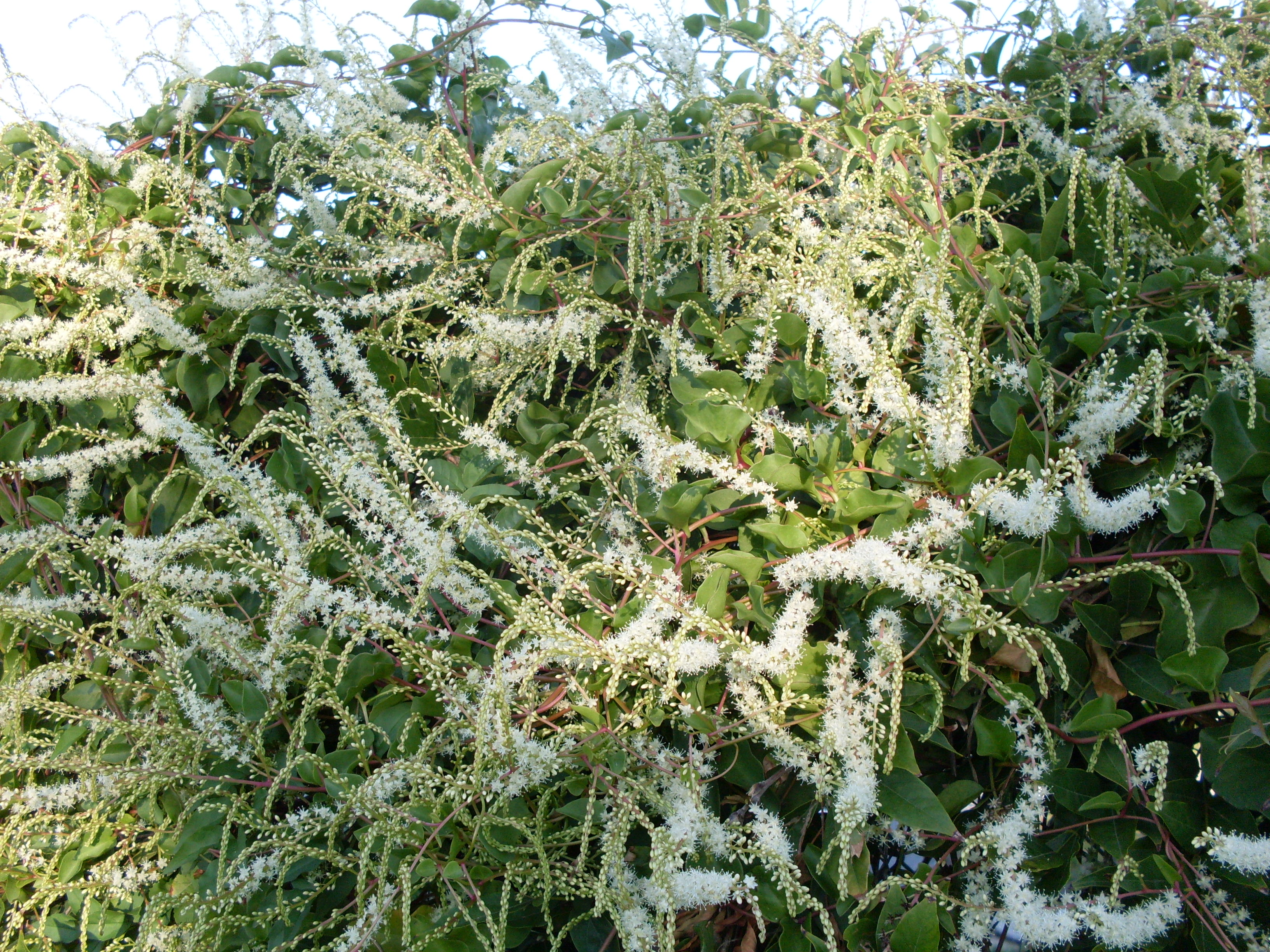
Liane accrochée à une clôture avec ses fleurs en forme de queue, qui donnent lieu à un de ses noms : « queue d'agneau »

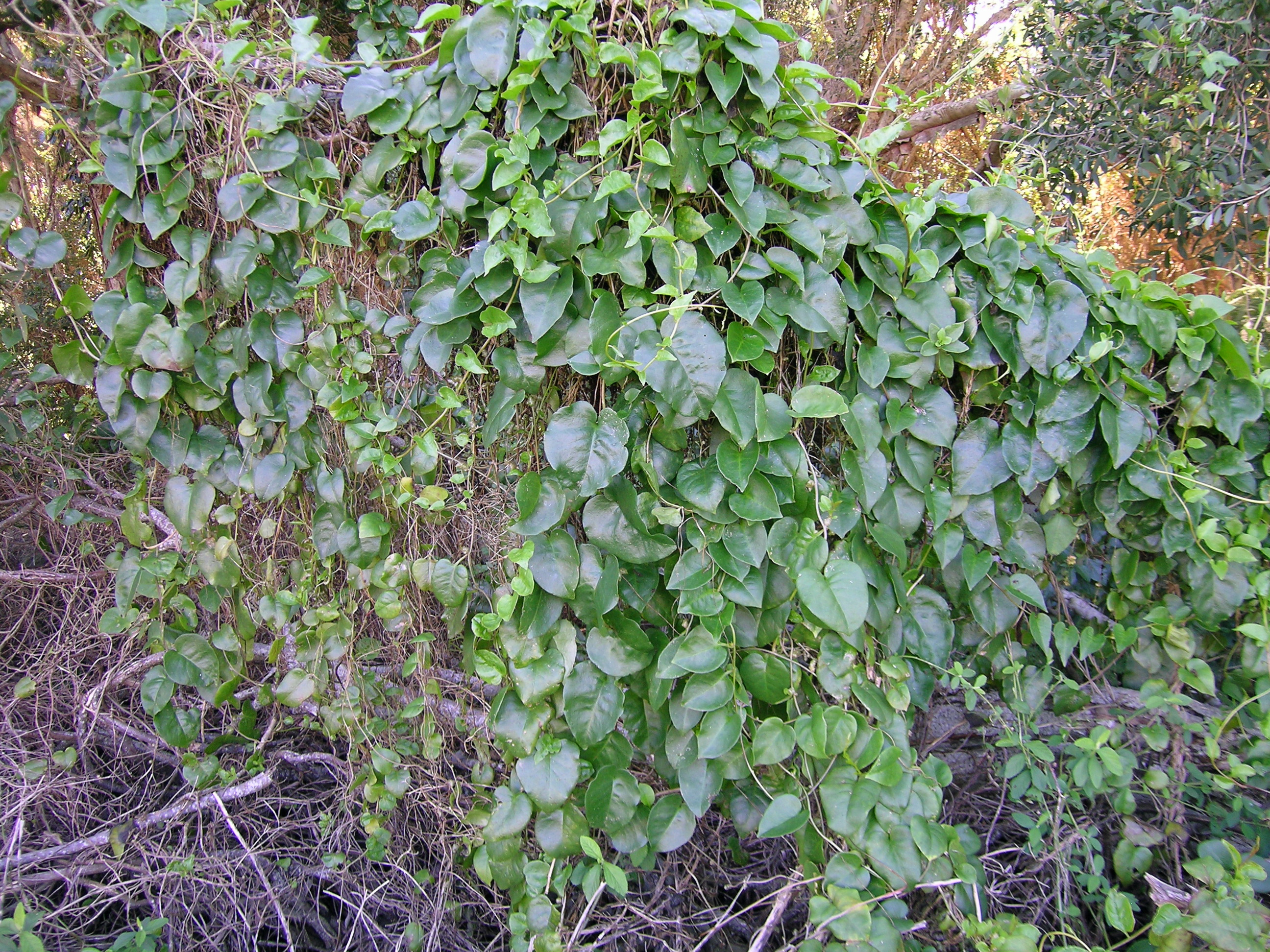
Dans une forêt, on peut voir ses feuilles caractéristiques en forme de cœur

Anredera cordifolia est une plante grimpante à feuilles persistantes qui pousse à partir de rhizomes charnus. Elle a des feuilles vert vif, charnues et brillantes en forme de cœur de 4–13 cm de long. Les tubercules ressemblant à des verrues sont produits sur des tiges aériennes et permettent d'identifier la plante.
De la fin de l'été à l'automne, elle produit des masses de minuscules fleurs blanches, au parfum d'amande. Ces fleurs de couleur crème apparaissent sur des racèmes dépendants, qui peuvent atteindre jusqu'à 30 cm de longueur. La plante se propage via les tubercules, qui se détachent très facilement.

## Reproduction
Anredera cordifolia se reproduit généralement par voie végétative grâce à ses tubercules et également à partir de fragments de rhizome qui peuvent être cassés. Bien que cette espèce ait des fleurs mâles et femelles, elle se reproduit rarement par voie sexuée grâce à ses graines.
Cette espèce se propage souvent par transport lié aux activités humaines. Si des fragments finissent dans les cours d'eau, ils peuvent être facilement transportés vers de nouveaux emplacements.
Des plantes issues de semis ont été trouvées loin des habitations, des routes et des ruisseaux en Australie à partir de 1988, ce qui conduit à la conclusion que l'espèce y produit des graines.

## Origine et habitat
Anredera cordifolia est originaire de Bolivie, du Brésil, du Paraguay, de l'Uruguay et de l'Argentine en Amérique du Sud. Elle a été introduite en Afrique, en Océanie, dans le sud de l'Europe et en Amérique du Nord ; elle est considérée comme une espèce envahissante dans de nombreuses localités tropicales et subtropicales. En Afrique de l'Est, la plante est présente comme espèce envahissante, dans certaines parties du Kenya et de l'Ouganda, et sa présence est connue en Tanzanie. C'est également une espèce envahissante en Afrique du Sud. En tant qu'espèce envahissante en Australie, elle pose un problème important dans les régions tropicales et subtropicales du Queensland et de la Nouvelle-Galles du Sud, notamment à Sydney. Elle a été déclarée mauvaise herbe nuisible dans les deux États. Elle est également modérément invasive à Victoria, en Tasmanie, en Australie du Sud et en Australie occidentale,. Il est également présent sur Île Norfolk et Île Lord Howe. En Nouvelle-Zélande, on le trouve sur l'île du Nord, du nord d'Auckland au sud jusqu'à Hawkes Bay et la Manawatu, sur l'île du Sud dans les Port Hills près de Christchurch. , et dans les Îles Kermadec.
Elle s'est aussi développée sur la plupart des îles de Hawaï, où elle est classée comme mauvaise herbe nuisible.

## Plante de jardin
Malgré son potentiel d'espèce envahissante dans les régions plus chaudes du continent américain, elle est encore vendue comme plante de jardin, en 2023. Elle est également vendue comme plante de jardin au Royaume-Uni , bien qu'en raison du climat, elle soit peut-être moins susceptible de devenir une espèce envahissante là-bas. Singapour semble également traiter l'espèce comme une plante de jardin.

## Utilisations

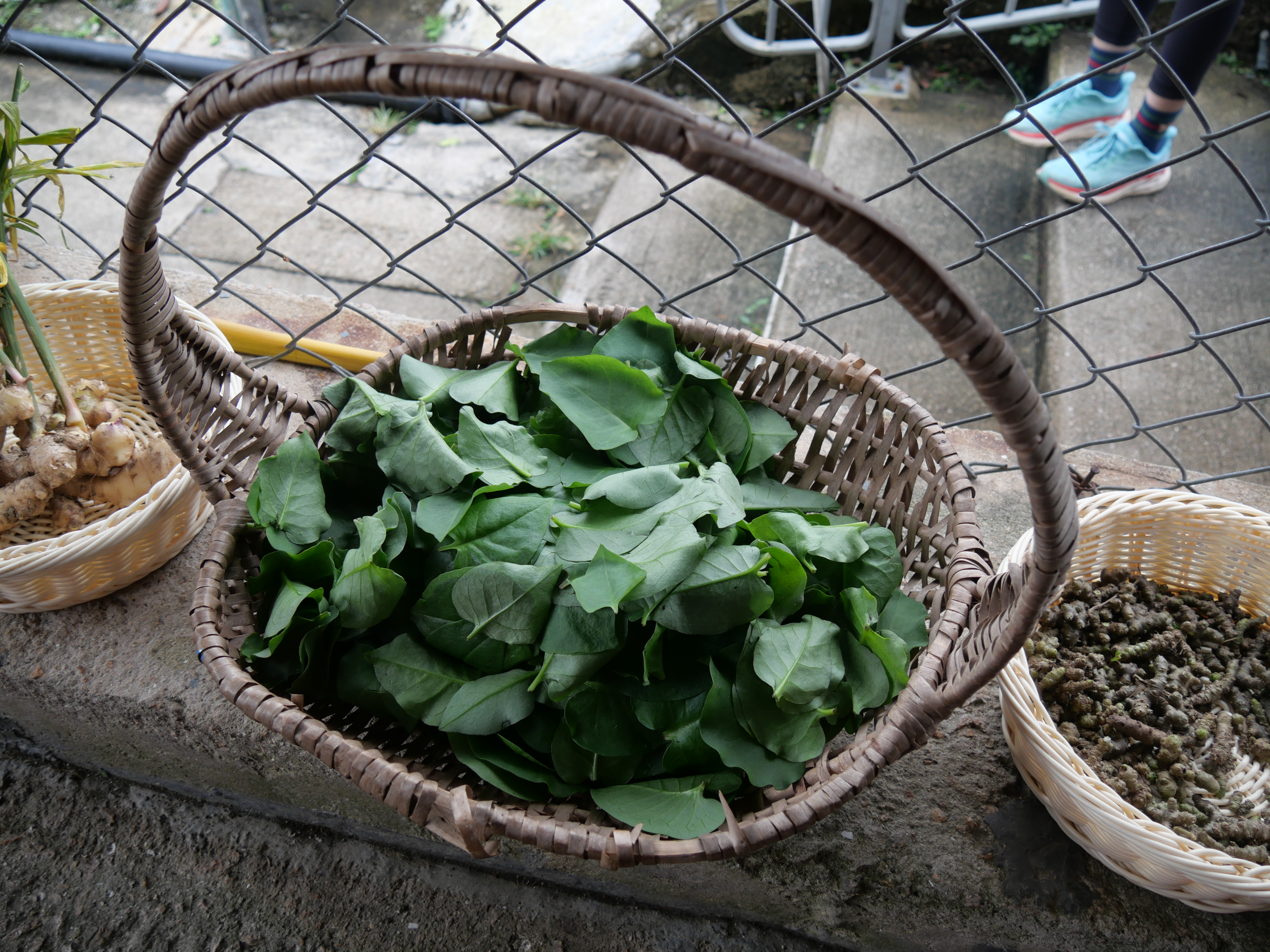
Feuilles collectées pour un usage culinaire

Les feuilles de la vigne de Madère peuvent être cuites comme légume en les faisant frire avec de l'huile d'olive ou de l'huile de sésame et de l'ail, et peuvent être utilisées dans les soupes. Les feuilles et les tiges peuvent être consommées crues ou bouillies. Ses rhizomes sont également comestibles. Les bulbilles ne sont pas comestibles mais ont été utilisées en médecine pour réduire les inflammations, réduire les ulcères et aider le foie.

### Nutriments
Les feuilles sont riches en bêta-carotène, vitamine E et calcium, en plus de contenir de petites quantités de riboflavine, acide folique, acide ascorbique , fer et protéine. Les feuilles contiennent également du mucilage.

## Dangers
La consommation des feuilles peut provoquer une diarrhée temporaire chez les porcs et les moutons. Ses effets sur les autres animaux d'élevage ne sont pas bien étudiés.

## Caractère invasif

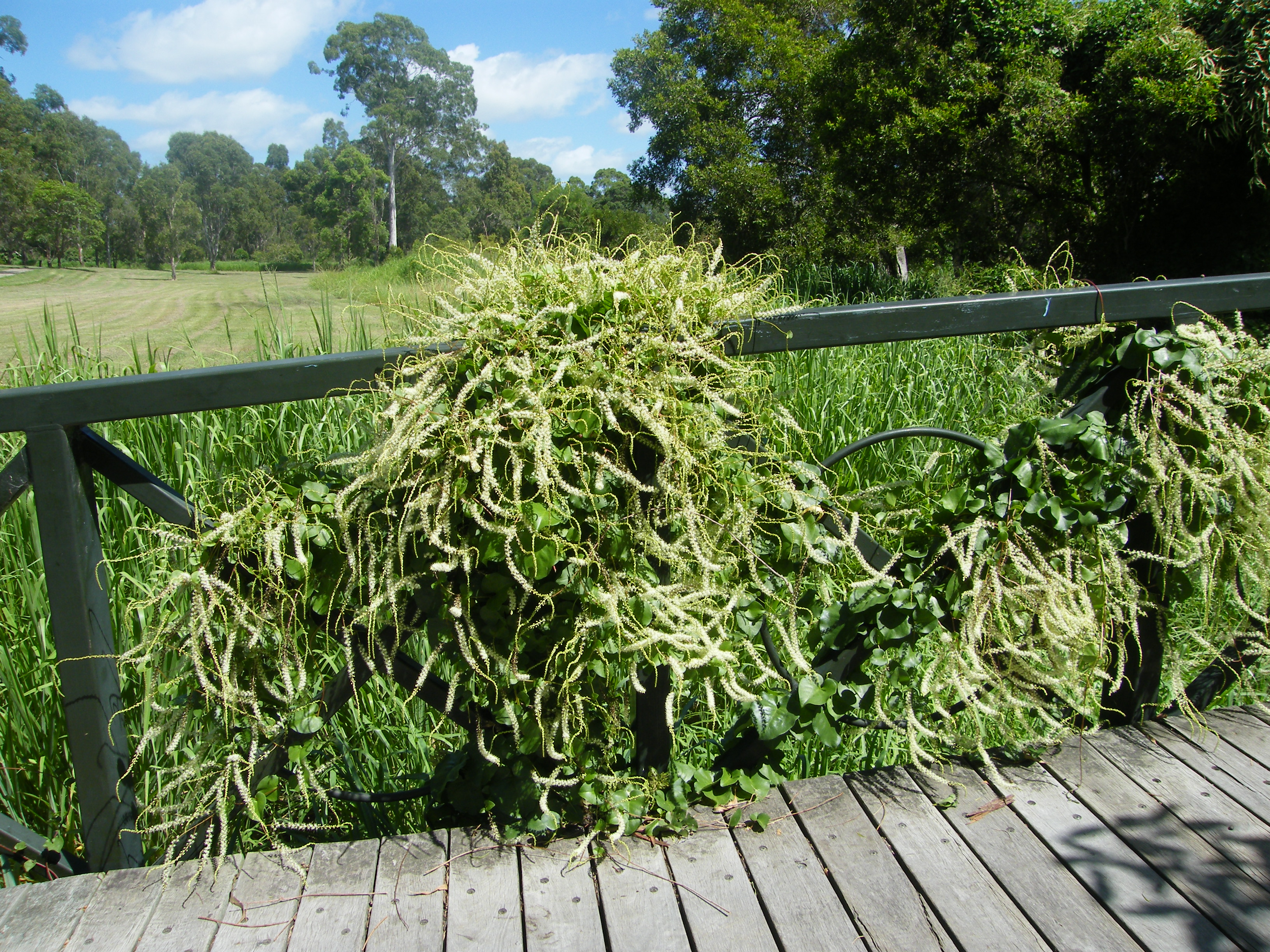
Infestation d'un marais

La liane de Madère peut grimper jusqu'à 40 m dans la canopée des arbres, étouffant et pouvant provoquer l'effondrement des arbres matures. La vigne pousse de manière prolifique ; en plein soleil, elle peut pousser jusqu'à un mètre par semaine. Elle est également capable de survivre dans des conditions de faible luminosité, y compris sous une canopée intacte, sous la forme d'une petite plante, attendant l'opportunité de produire de longues tiges lorsque de meilleures conditions se présentent. En dehors de son aire de répartition d'origine, elle peut survivre à des conditions telles que la sécheresse et le gel, voire la neige, et peut se rétablir en utilisant l'énergie stockée sous forme de glucides dans les tubercules aériens et souterrains,. Partiellement tolérante au sel, elle peut pousser dans les mangroves.. Elle peut produire une couverture dense en poussant dans et au-dessus des arbres et être accompagnée d'un sous-étage de vignes plus jeunes et de plantules poussant à partir de tubercules tombés de la vigne principale
Elle est inscrite dans l'Accord national sur les plantes nuisibles de Nouvelle-Zélande, qui limite sa culture et sa vente. L' « Australian Weeds Committee » a publié un projet de stratégie pour la vigne de Madère en août 2012, qui vise à empêcher la propagation et à réduire les impacts de cette vigne dans toute l'Australie.
Dans son aire de répartition d'origine, le feuillage est consommé par des coléoptères, qui ne sont pas présents dans les régions où elle est envahissante.